# Rafał Jarząbski
Rafał Jarząbski (ur. 6 kwietnia 1984 w Suwałkach) – polski siatkarz występujący na pozycji przyjmującego. Brązowy medalista mistrzostw Polski młodzików z 1999.
Jest wychowankiem SUKSS Suwałki, w którym występował od 1993 aż do 2003, kiedy to przeszedł do Gwardii Wrocław.

## Kluby
| Klub            | Kraj   | od        | do        |
| SUKSS Suwałki   | Polska | 1994–1995 | 2002–2003 |
| Gwardia Wrocław | Polska | 2003–2004 | ...       |

## Sukcesy
- 1999 - brązowy medal mistrzostw Polski młodzików
- mistrzostwo I ligi siatkówki (2012) (AZS PWSZ Nysa)